# جکی رابینسون (بازیکن بسکتبال)
جکی رابینسون (انگلیسی: Jackie Robinson؛ زادهٔ ۲۶ آوریل ۱۹۲۷ – ۸ فوریهٔ ۲۰۲۲) بازیکن بسکتبال اهل ایالات متحده آمریکا بود.
وی در مسابقات کشوری و بین‌المللی در مجموع برندهٔ ۱ مدال طلا شده بود.